# Tim Merlier
Tim Merlier (n. 30 octombrie 1992, Wortegem-Petegem, Flandra, Belgia) este un ciclist profesionist belgian, care concurează în prezent pentru Soudal–Quick-Step, echipă licențiată UCI WorldTeam.

## Rezultate în Marile Tururi

### Turul Franței
1 participare
- 2021: nu a terminat competiția, câștigător al etapei a 3-a

### Turul Italiei
2 participări
- 2021: nu a terminat competiția, câștigător al etapei a 2-a
- 2024: locul 138, câștigător al etapelor a 3-a, a 18-a și a 21-a

### Turul Spaniei
1 participare
- 2022: locul 132